# Axioma de elección

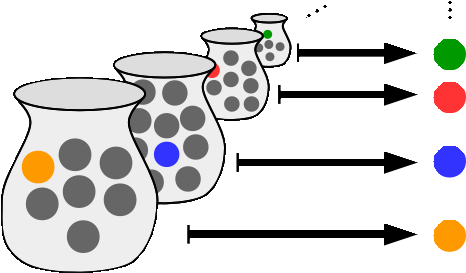
Ejemplo del axioma de elección.

En teoría de conjuntos, el axioma de elección es un axioma que postula que para cada familia de conjuntos no vacíos, existe otro conjunto que contiene un elemento de cada uno de aquellos. De manera informal, afirma que dada una colección de «cajas» con objetos dentro de ellas, es posible elegir un objeto de cada caja. Que este procedimiento puede llevarse a cabo es trivialmente cierto siempre que dicha familia sea finita, o cuando existe una regla bien determinada que permite «elegir» un único elemento de cada conjunto de ella. Sin embargo, el axioma es indispensable en el caso más general de una familia infinita arbitraria.
Fue formulado en 1904 por Ernst Zermelo, para demostrar que todo conjunto puede ser bien ordenado. Aunque originalmente fue controvertido, hoy en día es usado sin reservas por la mayoría de los matemáticos. Hay aún, sin embargo, especialmente en la teoría de conjuntos, corrientes de opinión que rechazan el axioma o que investigan consecuencias de otros axiomas inconsistentes con él.

## Enunciado
Una función de elección es una función {\displaystyle f} donde su dominio es una familia {\displaystyle A} de conjuntos no vacíos tal que, para todo conjunto {\displaystyle B} en {\displaystyle A}, {\displaystyle f(B)} es un elemento de {\displaystyle B}. Con esta definición, podemos enunciar el axioma de la elección como:
{\displaystyle \forall A:\emptyset \not \in A\implies \exists (f:A\to \bigcup A):\forall B\in A,f(B)\in B}
El axioma de elección también se enuncia de maneras similares en las que el significado de «función de elección» varía ligeramente:
| Los enunciados siguientes son equivalentes: - Toda familia de conjuntos no vacíos F posee una función de elección. - Para toda familia de conjuntos no vacíos F, su producto cartesiano es no vacío. - Para todo conjunto A, existe una función de elección sobre la colección de sus subconjuntos no vacíos. - Para toda familia de conjuntos no vacíos disjuntos dos a dos, F, existe un conjunto D que contiene exactamente un elemento de cada conjunto de F: \|D ∩ A \| = 1, para cada A ∈ F. |

Por el contrario, la negación del axioma de elección afirma que existe una familia de conjuntos —no vacíos— que no posee ninguna función de elección.

## Uso
Hasta finales del siglo XIX, el axioma de elección se usaba casi siempre implícitamente. Por ejemplo, después de demostrar que el conjunto X contenía solo conjuntos no vacíos, un matemático habría dicho «sea F(S) un elemento de S para todo S en X». Es en general imposible demostrar que F existe sin el axioma de elección, pero esto no fue notado antes de Zermelo.
No siempre se requiere el axioma de elección. Si X es finito, el «axioma» necesario se deduce de los otros axiomas de la teoría de conjuntos. En tal caso es equivalente a decir que si se tiene un número finito de cajas, cada una con al menos un objeto, se puede escoger exactamente un objeto de cada caja. Esto es evidente: se comienza en la primera caja, se escoge un objeto; se va a la segunda, se escoge un objeto; y así sucesivamente. Como solo hay finitas cajas, este procedimiento de elección se concluirá finalmente. El resultado es una función de elección explícita: una que a la primera caja le asigna el primer objeto elegido, a la segunda el segundo, etcétera. Una prueba formal para todo conjunto finito requeriría el principio de inducción matemática.
La dificultad aparece cuando no hay una elección natural de elementos de cada conjunto. Si no se pueden hacer elecciones explícitas, ¿cómo saber que existe el conjunto deseado? Por ejemplo, supóngase que X es el conjunto de todos los subconjuntos no vacíos de los reales. Primero se podría intentar proceder como si X fuera finito; pero si se intenta escoger un elemento de cada conjunto, como X es infinito, el procedimiento de elección no terminará nunca y nunca se podrá producir una función de elección para X. Luego se puede intentar el truco de tomar el elemento mínimo de cada conjunto; pero algunos subconjuntos de los reales, como el intervalo abierto (0, 1), no tienen mínimo, así que esta táctica no funcionaría tampoco.
La razón por la que se podían escoger elementos mínimos de los subconjuntos de los naturales es que estos vienen ya bien ordenados: todo subconjunto de los naturales tiene un único elemento mínimo respecto al orden natural. Tal vez a este punto uno se sienta tentado a pensar: «aunque el orden usual de los números reales no funciona, debería ser posible encontrar un orden diferente que sea, este sí, un buen orden; entonces la función de elección puede ser tomar el elemento mínimo de cada conjunto respecto al nuevo orden».
El problema entonces se «reduce» al de encontrar un buen orden en los reales, lo que requiere del axioma de elección para su realización: todo conjunto puede ser bien ordenado si y solo si vale el axioma de elección.
Una demostración que haga uso del axioma de elección nunca es constructiva: aún si dicha demostración produce un objeto, será imposible determinar exactamente qué objeto es. En consecuencia, aunque el axioma de elección implique que hay un buen orden en los reales, no da un ejemplo. Sin embargo, la razón por la que se querría ordenar bien los reales era que, para cada conjunto de X, se pudiera escoger explícitamente un elemento; pero si no se puede determinar el buen orden usado, tal elección tampoco se podrá hacer explícita. Esta parece ser una de las razones por las que a algunos matemáticos les desagrada el axioma de elección; los constructivistas, por ejemplo, afirman que todas las pruebas de existencia deberían ser completamente explícitas, pues si existe algo, debe ser posible hallarlo (rechazan así el axioma de elección, pues afirma la existencia de un objeto sin decir qué es). Por otro lado, el solo hecho de que se haya usado el axioma de elección para demostrar la existencia de un conjunto, no significa que no pueda ser construido por otros métodos.

## Independencia
Del trabajo de Kurt Gödel y Paul Cohen  se deduce que el axioma de elección es lógicamente independiente de los otros axiomas de la teoría axiomática de conjuntos. Esto significa que ni el axioma de elección ni su negación, pueden demostrarse ciertos dentro de los axiomas de Zermelo-Fraenkel (ZF) si esa teoría es consistente. En consecuencia, asumir el axioma de elección o su negación nunca llevará a una contradicción que no se pudiera obtener sin tal supuesto.
La decisión, entonces, de si es o no apropiado hacer uso de él en una demostración no se puede tomar basándose solo en otros axiomas de la teoría de conjuntos; hay que buscar otras razones. Un argumento dado a favor de usar el axioma de elección es simplemente que es conveniente: usarlo no puede hacer daño (resultar en contradicciones) y hace posible demostrar algunas proposiciones que de otro modo no se podrían probar.
El axioma de elección no es la única afirmación significativa e independiente de ZF; la hipótesis del continuo generalizada (HCG), por ejemplo, no solo es independiente de ZF, además lo es de ZF con el axioma de elección (ZFE, o ZFC en inglés). Sin embargo, ZF más la HCG necesariamente implica el axioma de elección, con lo cual la HCG es estrictamente más fuerte que el axioma de elección, aunque ambos sean independientes de ZF.
Una razón por la que a los matemáticos no les agrada el axioma es que tiene por consecuencia la existencia de algunos objetos contra-intuitivos. Un ejemplo de ello es la paradoja de Banach-Tarski, que expresa básicamente que es posible deconstruir una bola tridimensional en finitas partes, y usando solo rotación y translación, volver a construir dos bolas del mismo volumen que la original. La prueba, como todas las pruebas que involucran el axioma de elección, es solo de existencia: no dice cómo se debe cortar la esfera, solo dice que se puede hacer.
Por otro lado, la negación del axioma de elección es también extraña. Por ejemplo, la afirmación de que dados dos conjuntos cualesquiera S y T, la cardinalidad de S es menor, igual, o mayor que la de T es equivalente al axioma de elección. En otras palabras, si se asume la negación de este, hay dos conjuntos S y T de tamaño incomparable: ninguno se puede inyectar en el otro.
Una tercera posibilidad es probar teoremas sin usar ni el axioma ni su negación, una de las tácticas preferidas en matemáticas constructivas. Tales afirmaciones serán ciertas en cualquier modelo de ZF, independientemente de la certeza o falsedad del axioma de elección en dicho modelo. Esto hace que cualquier proposición que requiera el axioma de elección o su negación sea indecidible: la paradoja de Banach-Tarski, por ejemplo, no se puede demostrar como cierta (pues no se puede descomponer la esfera de un modo no indicado) ni como falsa (pues no se puede demostrar que tal descomposición no exista). Ésta, sin embargo, se puede reformular como una afirmación sobre los modelos de ZF: «en todo modelo de ZF en el que valga el axioma de elección, vale también la paradoja de Banach-Tarski». Asimismo, todas las afirmaciones listadas abajo que requieren elección o alguna versión más relajada, son indecidibles en ZF; pero por ser demostrables en ZFE, hay modelos de ZF en los que sí serían ciertas.

## Axiomas más fuertes
El axioma de constructibilidad, igual que la hipótesis del continuo generalizada, implica el axioma de elección, pero es estrictamente más fuerte.
En teorías de clases, tales como la teoría de conjuntos de Von Neumann-Bernays-Gödel o la de Morse-Kelley, hay un posible axioma llamado axioma de elección global, que es más fuerte que el axioma de elección para conjuntos, pues se aplica también a clases propias.

## Equivalentes
Existe un gran número de proposiciones importantes que, asumiendo los axiomas de ZF (sin el axioma de elección ni su negación), son equivalentes al axioma de elección, en el sentido de que de en cualquiera de ellas puede demostrarse dicho axioma y viceversa. Entre los más importantes están el principio de buena ordenación de Zermelo y el lema de Zorn:
| Las siguientes proposiciones son equivalentes al axioma de elección: Teoría de conjuntos - Principio de buena ordenación de Zermelo: todo conjunto puede ser bien ordenado. - Si un conjunto A es infinito, entonces A tiene la misma cardinalidad que A × A. - Tricotomía: dados dos conjuntos, éstos tienen la misma cardinalidad, o bien uno tiene una cardinalidad menor que el otro. - Toda función sobreyectiva tiene una inversa por derecha. - Teorema de König: la suma de una familia de cardinales es estrictamente menor que el producto de una familia de cardinales mayores. Teoría del orden - Lema de Zorn: si en un conjunto parcialmente ordenado no vacío todo subconjunto totalmente ordenado —toda cadena— posee cota superior, entonces existe al menos un elemento maximal. - Principio maximal de Hausdorff: todo conjunto parcialmente ordenado contiene una cadena maximal. Álgebra - Todo espacio vectorial tiene una base. - Todo anillo unitario distinto del trivial contiene un ideal maximal. Topología - Teorema de Tychonoff: todo producto de espacios compactos es compacto. - En la topología producto, la clausura de un producto de subconjuntos es igual al producto de sus respectivas clausuras.[cita requerida] - Todo producto de espacios uniformes completos es asimismo completo.[cita requerida] |

## Formas más relajadas
Hay varias proposiciones más relajadas que, aunque no equivalentes al axioma de elección, están fuertemente relacionadas. Como, por ejemplo:
- El axioma de elección numerable, que dice que toda colección numerable de conjuntos no vacíos, tiene función de elección. Esto normalmente basta para probar afirmaciones sobre los reales, por ejemplo, pues los números racionales, que son numerables, forman un subconjunto denso de los reales.
- El axioma de elección dependiente.

## Resultados que requieren el axioma de elección (pero son más relajadas)
Uno de los aspectos más interesantes del axioma de elección es el gran número de lugares en matemáticas en los que aparece. He aquí algunas afirmaciones que requieren el axioma de elección en el sentido de que no son demostrables en ZF pero sí en ZFE (de forma equivalente, estas son ciertas en todos los modelos de ZFE y falsas en algunos modelos de ZF):
- Teoría de conjuntos
  - Toda unión de numerables conjuntos numerables es asimismo numerable.
  - Si el conjunto A es infinito, existe una función inyectiva del conjunto de los naturales N a A.
- Teoría de la medida
  - Existen subconjuntos de los reales que no tienen medida de Lebesgue (el conjunto de Vitali).
  - La paradoja de Hausdorff.
  - La paradoja de Banach-Tarski.
- Álgebra
  - Todo cuerpo tiene clausura algebraica.
  - Todo subgrupo de un grupo libre es también libre (teorema de Nielsen-Schreier).
  - Los grupos aditivos R y C son isomorfos.[17]
- Teoría del orden:
  - Todo conjunto puede ser linealmente ordenado.
- Álgebra de Boole
  - Todo filtro en un álgebra de Boole puede ser extendido a un ultrafiltro.
- Análisis funcional
  - El teorema de Hahn-Banach en análisis funcional, que permite la extensión de funcionales lineales.
  - Todo espacio de Hilbert tiene una base ortonormal.
  - El teorema de la categoría de Baire sobre espacios métricos completos, y sus consecuencias.
  - En todo espacio vectorial topológico de dimensión infinita hay una función lineal discontinua.
- Topología
  - Un espacio uniforme es compacto si y solo si, es completo y totalmente acotado.
  - Todo espacio de Tychonoff tiene una compactificación de Stone-Čech.

## Formas más fuertes del axioma de elección
Ahora, se considerarán formas más fuertes de la negación del axioma de elección. Por ejemplo, la afirmación de que todo conjunto de números reales tiene la propiedad de Baire es más fuerte que ¬el axioma de elección, que niega la existencia de una función de elección en tal vez una sola colección de conjuntos no vacíos.

## Resultados que requieren del axioma de elección
Hay modelos de la teoría de Zermelo-Fraenkel en los que el axioma de elección es falso; en adelante se abreviará «teoría de conjuntos de Zermelo-Fraenkel más la negación del axioma de elección» por ZF¬E. En algunos modelos de ZF¬E es posible probar la negación de algunas propiedades comunes. Y puesto que un modelo de ZF¬E es también modelo de ZF, cada una de las siguientes afirmaciones es válida en algún modelo de ZF (suponiendo, como siempre, que ZF es consistente):
- Existe un modelo de ZF¬E en el que hay una función f de los reales en los reales que no es continua en a, pero para toda secuencia {xn} que converja a a, f(xn) converge a f(a).
- Existe un modelo de ZF¬E en el que el conjunto de los reales es una unión numerable de conjuntos numerables.
- Existe un modelo de ZF¬E en el que hay un cuerpo sin clausura algebraica.
- En todos los modelos de ZF¬E hay un espacio vectorial sin base.
- Existe un modelo de ZF¬E en el que hay un espacio vectorial con dos bases de cardinalidad diferente.
- Existe un modelo de ZF¬E en el que todo subconjunto de Rn es medible. Con esto es posible eliminar resultados contra-intuitivos como la paradoja de Banach-Tarski, que son demostrables en ZFE.
- En ningún modelo de ZF¬E vale la hipótesis del continuo generalizada.